# Clojure
Clojure [ˈkləʊʒə(r)] ist ein moderner Lisp-Dialekt, der interaktive Entwicklung unterstützt. Die Sprache fördert einen funktionalen Stil, der nebenläufige Programmierung stark vereinfacht. Clojure läuft in der Java Virtual Machine und ist eng mit der Java Runtime integriert. Eine JavaScript-Implementierung mit dem Namen ClojureScript sowie eine CLR-Implementierung existieren ebenso. Das Makrosystem ist mit dem anderer Lisp-Umgebungen vergleichbar.
Clojure-Projekte werden auch mithilfe der Software Leiningen verwirklicht.

## Beispiele
Vollständige Hallo-Welt-Programme:
textuell im Lisp-Stil:
```
(
println 
"Hallo Welt!"
)

```

grafisch mit Hilfe der Java-Bibliothek Swing:
```
(
javax.swing.JOptionPane/showMessageDialog
 
nil
 
"Hallo Welt!"
)

```

Die Fakultäts-Funktion als Beispiel für Rekursion in Clojure:
```
(
defn 
factorial
 
[
n
]

  
"tail recursive version of n!"

  
(
loop 
[
cur
 
n
,
 
acc
 
1
]

    
(
if 
(
<= 
cur
 
1
)

      
acc

      
(
recur
 
(
dec 
cur
)
 
(
*
'
 
cur
 
acc
)))))

```

Die Fakultäts-Funktion durch Verwendung von Funktionen höherer Ordnung:
```
(
defn 
fac
 
[
n
]

  
(
reduce 
*
'
 
(
range 
1
 
(
inc 
n
))))

```

## Merkmale von Clojure
- Funktionale Sprache mit einer Lisp-Syntax.
- Dynamische, interaktive Entwicklung in der REPL (Read-eval-print loop).
- Neben der in Lisp klassischen Liste unterstützt die Syntax Vektoren, assoziative Arrays und Mengen.
- Die Abstraktion der Folge (sequence) erlaubt es, alle diese Datenstrukturen uniform mit denselben Funktionen zu verwenden. Folgen werden typischerweise verzögert (lazy) ausgewertet.
- Alle Datenstrukturen sind Werte (immutable).
- Zustandsbehaftete Daten werden in Clojure durch spezielle Typen realisiert (atoms und refs). Der konkurrierende Zugriff auf Variablen mit veränderlichen Werten wird mittels STM (software transactional memory) durch das Laufzeitsystem der Sprache synchronisiert. Die Konzepte entsprechen der Multiversion Concurrency Control, wie sie in Datenbankmanagementsystemen verwendet werden (exakt so wie in Oracle).
- Clojure wird zu Java-Bytecode kompiliert und in der Java Virtual Machine ausgeführt. Dadurch ist es möglich, in Clojure jede beliebige Java-Bibliothek zu verwenden, und für sehr viele von diesen gibt es (oft schmale) Wrapper-Bibliotheken in Clojure.
- Neben Clojure gibt es ClojureScript, eine Sprache, die Konzept und Syntax mit Clojure teilt. Clojurescript wird zu JavaScript kompiliert.

## Homoikonizität
Als Lisp-Dialekt spielt das Prinzip Code als Daten bzw. Homoikonizität eine wichtige Rolle. Das Makrosystem von Clojure beruht auf dieser Eigenschaft und erlaubt so Metaprogrammierung. Konkret kann Clojure davon profitieren, indem es Eigenschaften, die in anderen Programmiersprachen fest integriert sind, als Bibliotheken zur Verfügung stellt. Als Beispiele seien hier Pattern Matching und ein Typsystem genannt.

## IDE-Unterstützung
- Light Table ist eine interaktive IDE mit Clojure-Unterstützung.[5]
- Für IntelliJ IDEA gibt es das Plugin Cursive.[6]
- Für Eclipse gibt es Counterclockwise[7] (seit 2018 nicht mehr gewartet).
- Eine ClojureCLR-Erweiterung für Visual Studio ist vsClojure.[8]
- Für Emacs sind Clojure-Mode[9] und CIDER[10] verfügbar.
- Für Vim gibt es VimClojure.[11]
- Für Visual Studio Code gibt es Clojure[12] oder Calva.[13]
- Für Sublime Text gibt es Clojure Sublimed.[14]